# Tunika
En tunika er oprindeligt en romersk dragt, bestående af to stofstykker, syet i siderne og på skuldrene, med eller uden ærmer.
| Tøj | Spire Denne artikel om tøj, sko eller lignende er en spire som bør udbygges. Du er velkommen til at hjælpe Wikipedia ved at udvide den. |